# Ґміна Ляхівці
Ґміна Ляховце — колишня сільська ґміна Станиславівського повіту часів Станиславівського воєводства Польської республіки (1934–1939) і Крайсгауптманшафту Станіслав — складової частини Дистрикту Галичина (1941—1944). Центром ґміни було село Ляхівці.
Ґміну Ляхівці було утворено 1 серпня 1934 у межах адміністративної реформи в ІІ Речі Посполитій із тогочасних сільських ґмін: Глєбувка, Горохоліна, Ґлембокє, Ляховце, Похувка, Садзава і Хмєлювка .
17 січня 1940 р. ґміну було ліквідовано і її територію включено до утвореного Богородчанського району. Ґміна була відновлена на час німецької окупації з липня 1941 р. до липня 1944 р., однак села Глибока і Саджава були передані до новоутвореної ґміни Богородчани, натомість із ґміни Старуня передано Грабовець та отримала статус села Діброва.